# Кнобель, Ганс-Петер
Ганс-Петер Кнобель (нем. Hanspeter Knobel) — швейцарский биатлонист, участник зимних Олимпийских игр 1994 года.

## Карьера
Дебютировал в Кубке мира в сезоне 1984/1985 на этапе в немецком Оберхофе, где в индивидуальной гонке стал 67-м, а в спринте 63-м. Наивысшей позицией за 10 лет участия стало 24-е место в индивидуальной гонке на этапе в итальянской Антерсельве в сезоне 1986/1987.
В дебютном для себя сезоне выступил на чемпионате мира в немецком Рупольдинге, где стартовал только в спринте — 69-е место. В чемпионатах мира участвовал ещё пять раз: в 1986, 1989, 1990, 1991 и 1993 годах. Лучший результат — 26-е место в индивидуальной гонке в 1989 году.
В 1994 году был членом национальной сборной Швейцарии по биатлону на Олимпийских играх в норвежском Лиллехаммере. Выступил только в индивидуальной гонке, в которой, допустив 1 промах на огневых рубежах, финишировал 33-м.
Во внутренних соревнованиях выступал за клуб LLG Lachen.

### Участие в Чемпионатах мира
| Год  | Место проведения | Инд | Спр | Ком | Эст |
| 1985 | ЧМ Рупольдинг    | —   | 69  | х   | —   |
| 1986 | ЧМ Хольменколлен | 48  | 55  | х   | 15  |
| 1989 | ЧМ Файстриц      | 26  | 58  | —   | —   |
| 1990 | ЧМ Минск         | 64  | 49  | —   | —   |
| 1991 | ЧМ Лахти         | 37  | 40  | 13  | 16  |
| 1993 | ЧМ Боровец       | 39  | 80  | —   | —   |

### Участие в Олимпийских играх
| Год  | Место проведения | Инд | Спр | Эст |
| 1994 | Лиллехаммер      | 33  | —   | —   |

## Личная жизнь
После окончания спортивной карьеры занялся фермерским хозяйством. Проживает в Эрнечвиле, кантон Санкт-Галлен. Некоторое время работал программистом на предприятии по производству пенопласта. Женат, имеет 4 детей. В 2012 году баллотировался в Совет кантона от Зелёной партии.